# Steiermarkhof

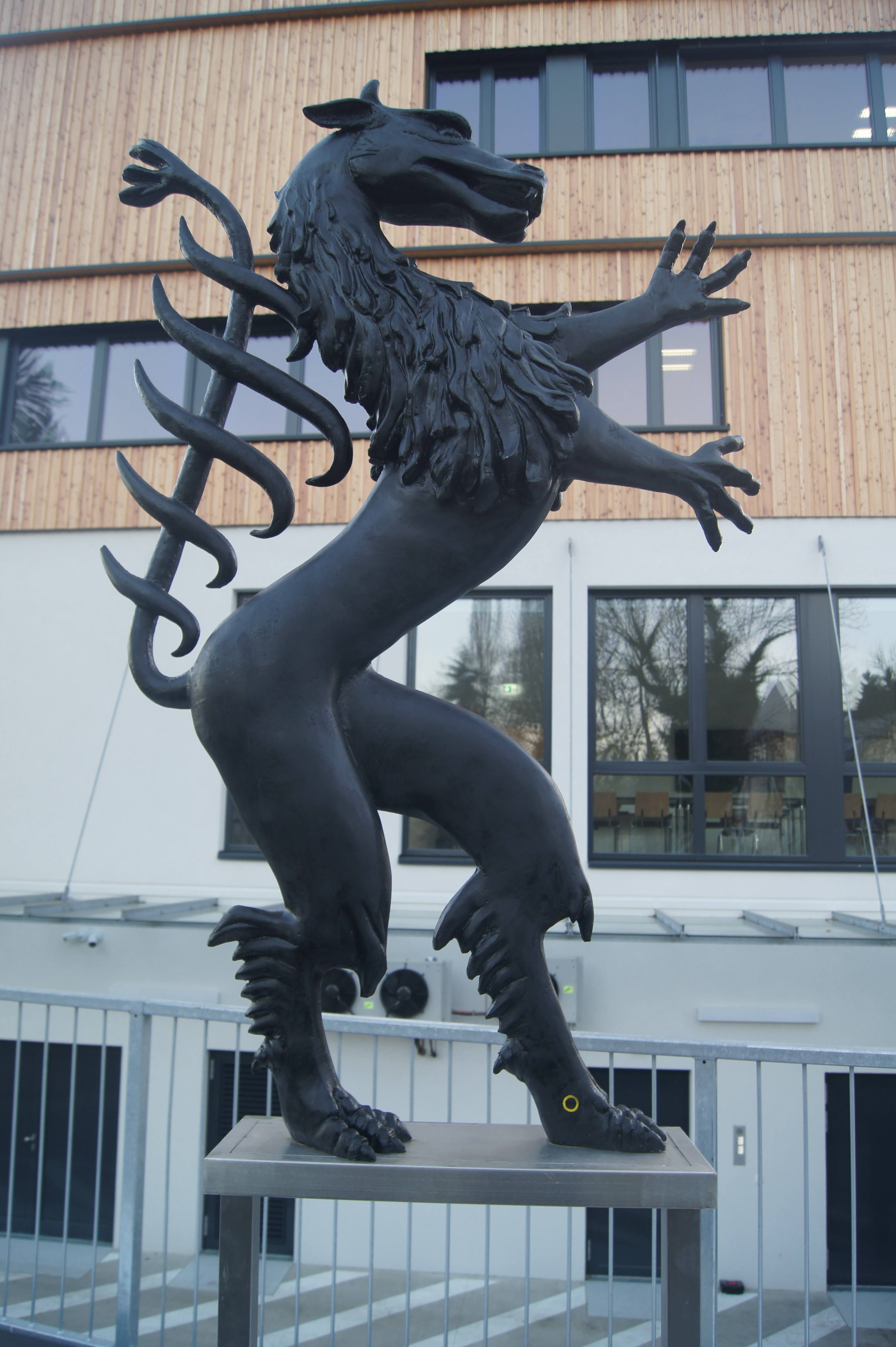
Der Steirische Panther vor dem Steiermarkhof

Der Steiermarkhof, vormals Raiffeisenhof, befindet sich in der Ekkehard-Hauer-Straße 33 im 15. Grazer Stadtbezirk Wetzelsdorf. Die zentrale Bildungs- und Kultureinrichtung wird von der Landeskammer für Land- und Forstwirtschaft in der Steiermark unterhalten.

## Geschichte
Um 1900 wurde von Ignatz von Scarpatetti ein Sanatorium gegründet. Im Ersten Weltkrieg diente das Gebäude von 1914 bis 1918 als Lazarett für die Offiziere der Gemeinsamen Armee. 1931 wurde das Gebäude an das Schweizer Hilfswerk „Veritas“ verkauft, welches es dem Orden der Dominikaner als Juvenat zur Verfügung stellte, das Gebäude wurde umgangssprachlich als Schweizerhof bezeichnet. 1932 wurde eine Hauskapelle mit Sakristei eröffnet und geweiht. Beim Anschluss Österreichs an Hitler-Deutschland 1938 wurde das Juvenat geschlossen und das Gebäude dem Frauenorden Caritas Socialis für die Einrichtung eines Altersheimes verpachtet. Im Zweiten Weltkrieg von 1939 bis 1945 wurde das Gebäude von der Wehrmacht genutzt. Nach dem Krieg wurde das Gebäude von 1946 bis 1949 von alliierten Soldaten verwendet. 1949 ging das Gebäude in das Eigentum der Raiffeisenzentralkassa Steiermark, welche ab 1951 das nun als Raiffeisenhof bezeichnete Gebäude für die Errichtung einer bäuerlichen Standesschule an die Landeskammer für Land- und Forstwirtschaft verpachtete. 1972 wurde nach einem umfänglichen Umbau mit einem Festsaal, Lehrsäle, Bettentrakt, Hallenbad, Turnsaal, Sauna wiedereröffnet. 2012 erfolgte ein weiterer Umbau, mit der Schließung des Hallenbades und der Schaffung von Parkplätzen. Die Eröffnung erfolgte 2013 mit der Bezeichnung Steiermarkhof. 2016 bis 2017 erfolgt ein weiterer Umbau und Neubau mit einer neuen Kochschule, einem großen Bürogebäude, einem neuen Restaurant sowie einem großen Innenhof.

### Direktoren
- 1951–1970 Roman Loidolt
- 1971–1982 Anton Lenger
- 1983–2007 Franz Riebenbauer
- seit 2008 Dieter Frei[5]

## Bildungseinrichtung
Aus einem Gebäude, das ursprünglich ein Sanatorium und später ein Dominikaner-Ordensjuvent war, wurde ein vielfach größeres Zentrum für Bildung und Tagungen ausgebaut. In diesem Ausbildungszentrum mit einem jährlichen neuen Bildungsprogramm für zwei Semester gestaltet, werden auch sonstige Veranstaltungen und Kurse abgehalten, die den Fokus der Landwirtschaftskammer beinhalten, daher „Ernährung und Gesundheit“, aber auch kreatives Gestalten, Kunst und Kultur. Zusätzlich ist der Steiermarkhof eine Tagungsstätte für lokale, nationale und übernationale Kongresse und Tagungen. Häufig ist die Landwirtschaftskammer Steiermark der Schirmherr unter dem Arbeitstitel „Bildung steht im Zentrum des Fokus“.

## Präsentationen
- Corinna Milborn[8][9]
- Konrad Paul Liessmann
- Christian Gollob[10]
- Matta Wagnest[11][12][13][14]
- Günter Brus[15][16]
- Akihiko Izukura[17]
- Christian Luther Attersee[18][19]
- Ernst Posch[20][21]